# Phryganopteryx formaosa
Phryganopteryx formaosa är en fjärilsart som beskrevs av De Toulgoët 1958. Phryganopteryx formaosa ingår i släktet Phryganopteryx och familjen björnspinnare. Inga underarter finns listade i Catalogue of Life.